# Автоматизация логистики

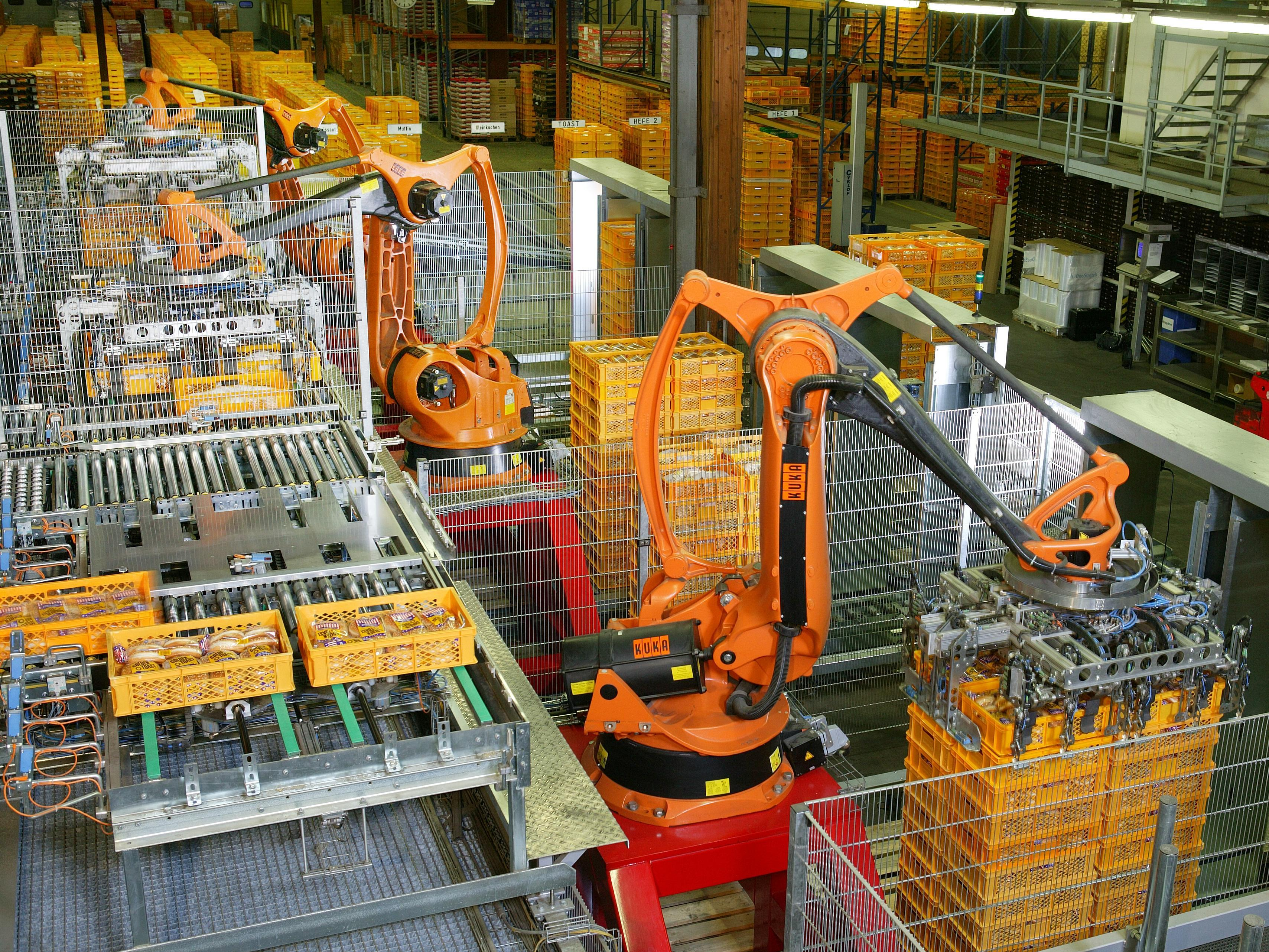
Автоматизация производства с помощью промышленных роботов KUKA для пакетирования пищевых продуктов, таких как хлеб и тосты в пекарне в Германии

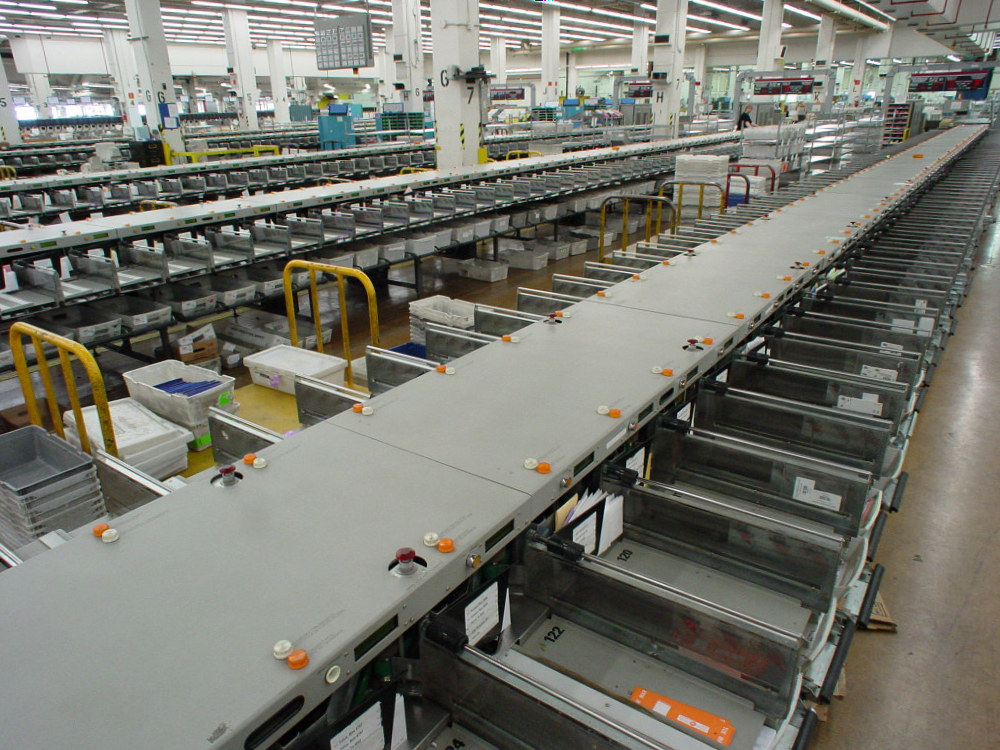
Линия сортировки почты: почта идентифицируется посредством сканирования штрих-кода и автоматически сортируется в соответствии с пунктом назначения

#### Складская логистика
Автоматизация логистики — применение компьютерного программного обеспечения и / или автоматизированных механизмов для повышения эффективности логистических операций. Обычно это относится к операциям внутри склада или центра распределения с более широкими задачами, выполняемыми системами управления цепочками поставок и системами планирования ресурсов предприятия (ERP).

#### Транспортная логистика
Также термин автоматизация логистики применяется по отношению к транспортно-логистическим компаниям, которым требуется рационально управлять своими ресурсами для осуществления доставки грузов. Выделяется два вида автоматизации: для консолидации грузов и для работы с полным фрахтом. Консолидация грузов - это объединение для дальнейшей погрузки нескольких небольших посылок в одну фуру, которая затем будет оправлена по определенному направлению. Автоматизация такого рода требуется, как правило, небольшим экспедиторских компаниям, у которых может даже не быть своего транспорта для осуществления перевозок. Поэтому они работают, как с заказчиками, так и с перевозчиками. Крупные же транспортные компании имеют собственный парк машин. Поэтому автоматизация их работы отличается. Кроме автоматизации работы отдела логистов, им также требуется контроль работы ремонтного отдела, отдела снабжения, координаторов и водителей.

## Компоненты
Системы автоматизации логистики включают в себя различные аппаратные и программные компоненты:
- Программного обеспечения (для интеграции, оперативного управления, управления бизнесом)[1][2].
- Мобильные технологии (терминалы радиоданных).
- Фиксированное оборудование: автоматизированные системы хранения и поиска (краны, машины), конвейеры,  промышленные роботы[3][4].